# Каратаев, Александр Евгеньевич
Алекса́ндр Евге́ньевич Карата́ев (22 ноября 1973, Таганрог) — российский футболист, полузащитник и тренер.

## Карьера
Воспитанник ростовского интерната. В 1990 году из местного «Ростсельмаша» попал в московский «Спартак». Провёл за основной состав команды в 1990—1992 всего 2 матча в чемпионатах страны и в 1993 уехал в мюнхенскую «Баварию», где его высоко оценил Франц Беккенбауэр. Провёл за главную команду один матч на кубок Германии, 15 матчей за дубль и вернулся в Россию.
В 1995 году провёл 16 матчей в высшей лиге в составе клуба «КАМАЗ-Чаллы». Считал для себя это время потерянным, поскольку не сработался с главным тренером Валерием Четвериком. Более того, после ухода из «КАМАЗа» долго не мог найти команду.
Летом 1996 заключил годичный контракт с клубом 2-й Бундеслиги «Майнц 05», однако и в этой команде проявить себя не сумел, проведя в итоге только 6 игр.
В дальнейшем выступал за клубы низших российских дивизионов и любительском первенстве. В 2008 году, после сезона в новочеркасском МИТОСе, завершил карьеру и стал тренировать этот любительский клуб.

## Достижения
- Обладатель Кубка СССР/СНГ 1992